# Vražogrnac
Vražogrnac (em cirílico: Вражогрнац) é uma vila da Sérvia localizada no município de Zaječar, pertencente ao distrito de Zaječar, na região de Timočka Krajina. A sua população era de 1090 habitantes segundo o censo de 2011.

## Demografia
| 1948 | 1953 | 1961 | 1971 | 1981 | 1991 | 2002 | 2011 |
| ---- | ---- | ---- | ---- | ---- | ---- | ---- | ---- |
| 2201 | 2246 | 2283 | 2229 | 2060 | 1645 | 1340 | 1090 |